# 아쿠아리우스 홈
아쿠아리우스 홈(Aquarius Sulcus)는 목성의 위성인 가니메데에 있는 지역으로 홈 모양의 밝은 지형이다. 길이는 1,420km이다.